# Szerb Radikális Párt
A Szerb Radikális Párt (néha Szerbiai Radikális Párt) (röviden SZRP, szerbül Српска радикална странка / Srpska radikalna stranka, SRS) egy radikális jobboldali, egyes sajtóvélemények szerint szélsőséges, soviniszta párt Szerbiában. Elnöke a szerb háborús bűnös Vojiszlav Seselj, aki jelenleg a Hágai Nemzetközi Törvényszék vádlottja.

## Választási eredményei
| Választás | Szavazatok száma | Szavazatok aránya | Mandátumok száma | Mandátumok aránya | Parlamenti szerepe |
| --------- | ---------------- | ----------------- | ---------------- | ----------------- | ------------------ |
| 1992-es   | 1 066 765        | 22,58%            | 73               | 29,2%             | kormánypárt        |
| 1993-as   | 595 467          | 13,85%            | 39               | 15,6%             | ellenzék           |
| 1997-es   | 1 162 216        | 28,08%            | 82               | 32,8%             | kormánypárt        |
| 2000-es   | 322 333          | 8,6%              | 23               | 9%                | ellenzék           |
| 2003-as   | 1 056 256        | 27,61%            | 82               | 32,8%             | ellenzék           |
| 2007-es   | 1 152 854        | 28,32%            | 81               | 32,4%             | ellenzék           |
| 2008-as   | 1 219 436        | 30,10%            | 78               | 31,2%             | ellenzék           |
| 2012-es   | 180 558          | 4,63%             | 0                | 0%                | nem jutott be      |
| 2014-es   | 72 303           | 2,01%             | 0                | 0%                | nem jutott be      |
| 2016-os   | 306 052          | 8,10%             | 22               | 9,5%              | ellenzék           |
| 2020-as   | 65 954           | 2,05%             | 0                | 0%                | nem jutott be      |
| 2022-es   | 82 066           | 2,22%             | 0                | 0%                | nem jutott be      |

## Története
1991-ben alakult a Népi Radikális Párt (amely 1990-ben alakult, és nem egyezik meg Nikola Pasics vezette történelmi párttal) és a Csetnik Mozgalom egyesülésével. Az utóbbi az 1991-es Szerb Megújhodási Mozgalomból való kiválásából jött létre, támogatta a Nagy Szerbia ötletét és a csetnik hagyományt. 1994-ben ellenzéki, majd 1998 és 2000 között kormánypárt.
A párt a Boszniai Szerb Köztársaság és a Szerb Krajinai Köztársaság területén működött az 1990-es évek elején.

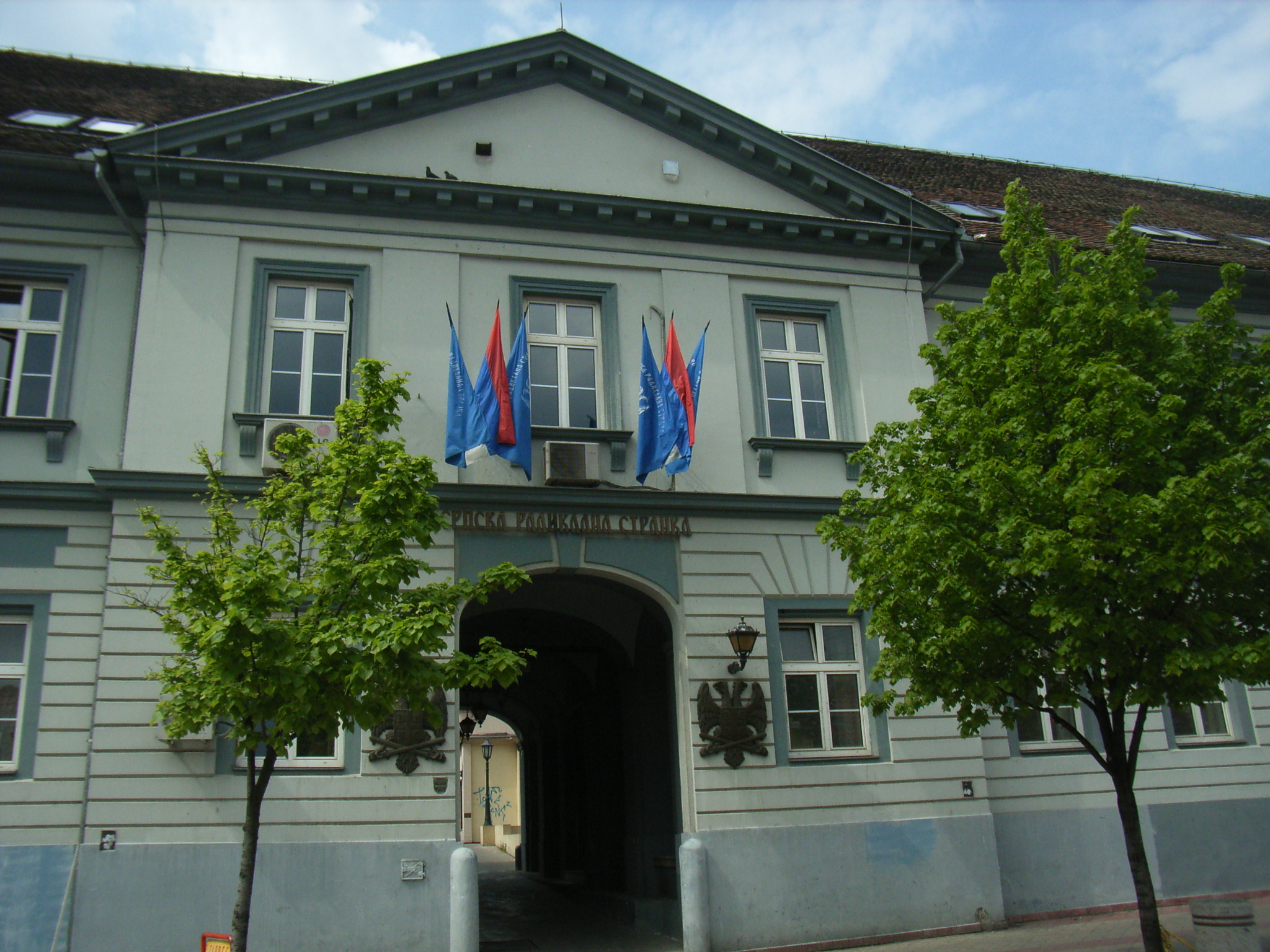
A párt székháza Belgrád Zimony nevű városrészében

2002 és 2007 között a 250 fős Szerb Parlamentben a párt 82 képviselője foglalt helyet, ami 27,6%-ot jelent. Emiatt jelentős szerep jutott neki, annak ellenére, hogy ellenzéki párt volt, hisz egyenként a kormánypártok képviselőinek száma jóval kisebb volt nála. Ellenezte a Koszovó NATO felügyeletét, támogatta a szerb hadsereg bevonulását a térségbe. Ha kell, fegyveres erőket is bevetettek volna tartomány megtartása érdekében.

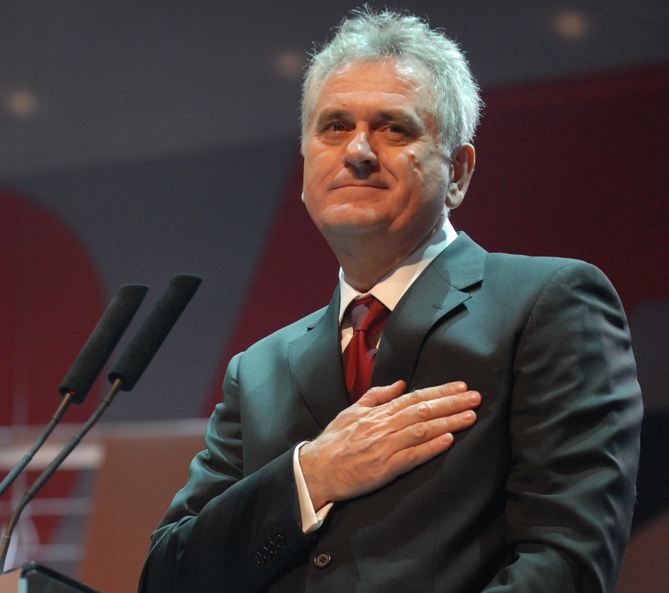
Tomislav Nikolić

Seselj hágai pere alatt először Tomiszlav Nikolics vezette a pártot, aki megnyerte a 2004-ben tartott köztársasági elnökválasztás első fordulóját, azonban a második fordulóban alul maradt Borisz Tadiccsal, a Demokrata Párt jelöltjével szemben. A 2006-os macedóniai országgyűlési választásokon a Macedóniai Szerb Radikális Párt nem járt nagy sikerrel. Törekvései között szerepel bejegyeztetni magát a független Montenegróban is, ahol legfőbb célja a Szerb Montenegró megvalósítása. Utóbbi egy szerb állam lenne Montenegró határain belül. A pártnak jelenleg minden figyelmét a koszovói kérdés köti le. Ennek kapcsán Nikolics megpróbálta bűnbaknak beállítani a vajdasági magyarokat, azzal vádolva őket, hogy ők is részt vesznek Szerbia megcsonkításában és ők is ki akarják kiáltani függetlenségüket északon.
A 2007-es választások után 81 képviselőt küldhetett a szerbiai parlamentbe. Bár a párt a legtöbb szavazatot kapta, mégsem alakíthatott kormányt, mivel a demokratikus pártoknak összességben több szavazat jutott.
A 2008-as köztársasági elnökválasztás után kialakult kormányválságot követő 2008-as választásokon a szavazatok 28,8 százalékának megszerzésével 78 mandátumot szereztek. A lehetséges koalíciós partner, a mérleg nyelvét jelentő szerb szocialisták azonban megegyeztek a rivális Demokrata Párttal, így a Radikális Párt nem került kormányra.
Az SZRP vezetősége és hívei óriási felháborodással fogadták Radovan Karadzsics egykori boszniai szerb vezető letartóztatását és kiadatását. Nikolics többek között megfogadta, hogy eltörli Borisz Tadics „rendszer”-ét ami ezt az általuk gyalázatosnak nevezett tettet, Karadzsics kiadatását végrehajtotta, mivel a szerb háborús bűnös a radikálisok szemében hős.

### Pártszakadás
2008. szeptember 6-án Tomiszlav Nikolics lemondott elnökhelyettesi és frakcióvezetői posztjáról, miután Dragan Todorovics alelnök bejelentette, hogy a Seseljhez hű parlamenti képviselők elutasítják Szerbia Európai Unióval megkötendő stabilizációs és társulási egyezményének ratifikálását. A párt új elnökhelyettese és frakcióvezetője Todorovics lett. Nikolics 19 képviselővel Hajrá Szerbia néven új parlamenti frakciót hozott létre, 2008 októberében pedig megalakította a Szerb Haladó Pártot, amely egy novemberi közvélemény-kutatás szerint az SZRP korábbi szavazóinak 70 százalékát vitte el. (A társulási egyezményt végül egyik frakció sem szavazta meg, de a parlament elfogadta.)

## 2016-os előre hozott választás
Az előre hozott parlamenti választáson 22 mandátumot nyert, és ezzel újra bekerült a Szerbiai parlamentbe.

## 2020-as parlamenti választás
A párt elindult a 2020-as Szerbiai parlamenti választáson.